# 상록수 (소설)
《상록수》(常綠樹)는 작가 심훈이 1935년에 발표한 장편 소설이다.  손수 지은 당진 필경사에서 2년 동안 칩거하면서 작품을 썼다. 동아일보 창간 15주년을 기념하는 장편 소설 공모에 1등으로 당선된 작품으로, 동아일보에 1935년 9월 19일부터 ~ 1936년 2월 15일까지 연재되어 독자의 사랑을 받았다. 대한민국 중학교 7차 국어교과서 2학년에 일부 수록되어 있다. 문학과 지성사에서 미주를 달아서 편집한 상록수를 펴내었다.

## 주요 등장인물
- 채영신 : 모티브는 실존인물인 최용신이다. 지식인은 자신이 아니라 민중을 위해 살아야 한다는 믿음을 농민운동으로 실천하다가 몸이 병약해져서 젊은 나이에 죽는다. 박동혁과 더불어 민중들과 연대한 참된 지식인들을 상징한다.
- 박동혁 : 고등농림을 다니다가 고향에서 농민운동을 한다. 심훈 선생의 상록수 집필의 계기가 된 야학운동과 공동경작회를 전개한 심훈의 장조카 심재영을 모델로 하였다고 심훈 작가의 전기적 사실을 서술한 글에 나오지만[1], 당진시 지역신문인 당진시대에 따르면 윤성의 심훈기념관 운영위원회 부위원장은 심재영과 박동혁의 삶은 다르다는 비판을 함으로써 심훈 작가의 장조카인 심재영을 본보기로 하지 않은 것일수도 있다는 주장을 했다.[2]
- 백현경 : 당시 돈으로 삼천 원을 들여 호화롭게 꾸민 집에서 사는 위선자이다. 박동혁은 백현경과의 저녁모임에서 백현경으로 상징되는 부르주아 지식인들의 문제 곧 민중의 입장에서 사회와 역사를 해석하는 사회의식과 참여가 없는 감상주의와 위선을 꾸짖는다.
- 박동화 : 동혁의 동생. 젊은 나이에 농촌에서 썩고 있는 현실에 대해 울분을 갖고 있다. 하지만 비가 오는 날에 울분이 씻긴 동화는 형과 함께 공동경작회 활동을 꾸준히 하고, 정양을 위해 온 영신을 비혼인 아들 때문에 답답함을 느낀 어머니가 며느릿감으로 생각하자, 그렇지 않다고 형을 편드는 말을 해서 영신을 농촌운동의 동지로서 존중함. 고학력자들이 하는 일 없이 놀고먹는 꼴을 못 보는 성미이다.
- 강기천: 농민들을 착취하는 고리대금업자. 동혁은 강기천과 승부를 벌여서 농민들을 해방한다.

## 줄거리

### 만남
아무개 신문사에서 주최한 농촌 운동가 보고 행사에 참여한 박동혁은 “여러분은 학교를 졸업하면 양복을 갈러 붙이고 의자를 타고 앉아서, 월급이나 타먹으려는 공상부터 깨트려야 합니다. 우리 남녀가 머리를 동쳐매고 민중 속으로 뛰어들어서, 우리의 농촌, 어촌, 산촌을 붙들지 않으면, 그네들을 위해서 한 몸을 희생에 바치지 않으면, 우리 민족은 영원히 거듭나지 못합니다!”면서 농촌운동가로서의 정직한 신념을 피력하는 신학생 채영신에게 호감을 갖는다. 당시 돈으로 3천 원이나 들여 지었다는 화려한 서양식 집에 사는 얼치기 농촌 운동가 백현경의 집에서의 저녁 식사 모임 등으로 채영신과 친해진 박동혁은 그녀를 농촌운동을 같이 할 동지로 생각한다. 이는 박동혁의 성실함에 감동받은 채영신도 마찬가지여서 박동혁이라는 좋은 동지를 만나게 해주셨다며 하느님께 감사기도를 드린다.

### 농촌 운동
논을 팔아서 학비를 대는 집안형편 때문에 다니던 고등농림을 그만둔 동혁은 고향 한곡리로, 영신은 활동 지역인 청석골로 돌아가 각자의 일에 몰두한다. 동혁은 농민들의 피를 빠는 고리대금업자 강기천 그리고 청년들의 공동 노동을 아무 쓸모 없는 일이라고 비난하는 마을 어른들의 편견과 투쟁하면서 농촌 환경 개선에 몰두한다. 영신도 하숙집 아줌마 원재 어머니를 비롯한 동네 아줌마들의 도움, 그리고 생선장사해서 번 돈을 아낌없이 기부한 어머니의 도움을 받아가며 야학 선생으로 헌신한다.

### 투옥 그리고 유학
영신도 학교를 짓느라 무리하게 노동하는 바람에 몸이 허약해져서 마을학교 건축을 기념하는 날 연설을 하다가 맹장염과 장중첩증으로 쓰려져 입원한다. 동혁도 부정 선거로 청년회장이 된 강기천의 횡포에 분노한 동화가 마을회관을 불태우려는 것을 말리려다가 공범으로 몰려 감옥에 갇힌다. 영신은 동혁의 권유로 정양을 겸해 일본의 기독교학교에서 유학하지만, 조선과는 다른 문화에 적응하지 못한다. 다다미방, 얆은 이불, 단무지, 양파조각을 보며, 따뜻한 온돌방, 솜이불, 맛있는 된장찌개와 배추김치가 그리워질 뿐이었다. 결국 각기병에 걸린 채 귀국한 영신은 마을 사람들과 동네 교회 교우들의 울음 속에 청석골 하숙집에서 숨을 거둔다. 마침 출소하여 장례식에 참여한 동혁은 장례식에 모인 조문객들에게 영신의 농촌운동가로서의 정신을 계승하자는 조사를 발표한다.

## 해설
등장인물 중 하나인 채영신은 감리교 전도사이자 농촌 운동가인 최용신(1909년~1935년)을 본보기로 하였다. 브나로드(민중 속으로) 운동을 농촌속에서 실천하던 농촌 운동가들의 삶을 채영신과 박동혁 그리고 박동혁의 동지들을 등장시켜서 있는 그대로 묘사했다. 또한 백현경과 강기천으로 상징되는 얼치기 지식인들과 고리대금업자들을 고발하고 있다. 하지만 농촌 운동을 하기 위해서 일본 유학을 할 만큼 조선 민중을 사랑한 약혼자를 이기적인 인간으로 묘사하는 등 실제 최용신의 삶과는 다른 부분 때문에 출간때 비판받기도 하였다.

## 원작으로 한 작품
- 1961년에 신상옥 감독에 의해 동명의 제목으로 영화화되었다.
- 1978년에 임권택 감독에 의해 동명의 제목으로 영화화되었다.
- 1985년 KBS TV문학관에서 동명의 제목으로 드라마화되었다.[3]

## 같이 보기
- 상록수역
- 상록구
- 임상록

## 참고 자료
- 「이덕일의 여인열전」, 식민지 농촌의 여왕 최용신, 이덕일 저, 김영사(2003년, 477~490p)
- 「한국교회의 사회사」, YWCA의 농촌운동, 민경배 저, 연세대학교출판부(2008년, 351~359p)